# Foudia aldabrana
Foudia aldabrana — вид птиц из семейства ткачиковых. До недавнего времени считался конспецифичным с Foudia eminentissima. Подвидов не выделяют.

## Распространение
Эндемик острова Альдабра в Индийском океане.

## Описание
Длина 13 см. У самца голова и грудь оранжевого цвета и имеется широкая чёрная полоса, идущая через глаз. Выглядит это словно маска. Брюшко бледно-желтое. Клюв светло-коричневый. Самка и самец вне сезона размножения выглядят очень по-разному.

## Охранный статус
МСОП присвоил виду охранный статус EN.